# Savonlinna
Savonlinna (en suec Nyslott) és un municipi de Finlàndia que forma part de la regió de Savònia del Sud, a les ribes del llac Saimaa. És una ciutat turística i coneguda gràcies al Castell d'Olavinlinna, un dels més ben conservats del país i en el qual s'hi celebra cada any un important festival d'òpera.

## Agermanaments

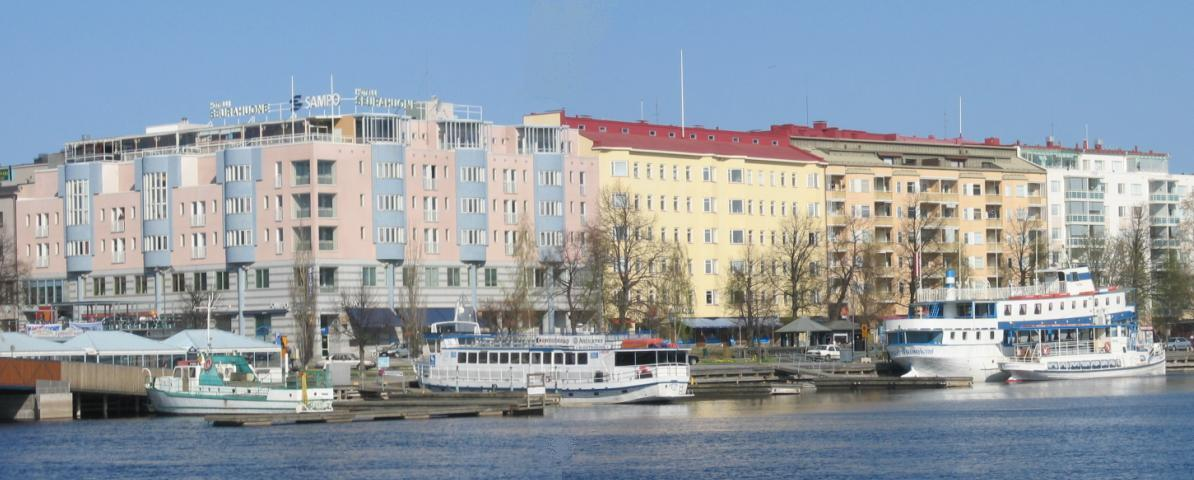
Marina de Savonlinna

- Selfoss Islàndia
- Detmonld Alemanya
- Arendal Noruega
- Kalmar Suècia
- Torjok Rússia
- Silkeborg Dinamarca